# MiniMax (empresa)
MiniMax és una empresa d'intel·ligència artificial (IA) amb seu a Xangai, Xina. A partir del 2024, els inversors l'han batejada com una de les empreses "AI Tiger" de la Xina.

## Rerefons
MiniMax va ser fundada el desembre de 2021 per diversos veterans de visió per ordinador de SenseTime. Quan va començar, va rebre finançament de MiHoYo.
El març de 2024, Alibaba Group va liderar una ronda de finançament de 600 milions de dòlars per a MiniMax, donant-li una valoració de 2,5 dòlars mil milions. Altres inversors de MiniMax inclouen Hillhouse Investment, HongShan, IDG Capital i Tencent.
L'octubre de 2024, es va informar que els fabricants de telèfons xinesos van optar per Minimax pel que fa als seus grans models fonamentals d'IA.

## Productes

### Talkie
El primer producte de MiniMax va ser Glow, que es va llançar l'octubre de 2022. L'aplicació permetia als usuaris crear personatges virtuals, donar-los històries de fons i després xerrar amb ells sobre diversos temes. Només quatre mesos després del llançament, l'aplicació tenia més de 5 milions d'usuaris. A causa de problemes de presentació, Glow es va cancel·lar el març de 2023.
Glow es va rellançar amb dues marques noves: Talkie, llançada per als mercats internacionals el juny de 2023, i Xing Ye (星野), introduït el setembre de 2023 per al mercat xinès.
Talkie va ser perfilat a The Wall Street Journal el juliol de 2024. Per al juny de 2024, Talkie va ocupar el cinquè lloc entre les aplicacions d'entreteniment gratuïtes més descarregades als EUA. Més de la meitat dels 11 milions d'usuaris actius mensuals de Talkie es trobaven als EUA. Altres mercats populars inclouen Filipines, el Regne Unit i el Canadà. Talkie va oferir converses generades per IA amb persones com Donald Trump, Taylor Swift, Elon Musk i LeBron James.